# Droga wojewódzka nr 993
Droga wojewódzka nr 993 (DW993) – droga wojewódzka łącząca Duklę z Gorlicami. Jej długość wynosi 42 km. Zlokalizowana jest w południowej części województwa podkarpackiego i wschodniej województwa małopolskiego; biegnie równoleżnikowo w kierunku wschód-zachód.

## Miejscowości leżące przy trasie DW 993
- Dukla
- Nadole
- Teodorówka
- Iwla
- Głojsce
- Łysa Góra
- Stary Żmigród
- Nowy Żmigród
- Samoklęski
- Pielgrzymka
- Folusz
- Bednarka
- Rozdziele
- Kryg
- Dominikowice
- Gorlice